# Fausto Pari
Fausto Pari (né le 15 septembre 1962 à Savignano sul Rubicone, dans la province de Forlì-Cesena, en Émilie-Romagne) est un footballeur italien qui jouait au poste de milieu de terrain. Il a passé une grande partie de sa carrière à la Sampdoria où il s'est construit l'essentiel de son palmarès.

## Palmarès
- Inter Milan
  - Champion d'Italie en 1980. (dans le groupe mais n'a pas participé à une seule rencontre)

- Sampdoria
  - Champion d'Italie en 1991.
  - Vainqueur de la coupe d'Italie en 1985, 1988 et 1989.
  - Finaliste de la coupe d'Italie en 1991.
  - Vainqueur de la supercoupe d'Italie en 1991.
  - Finaliste de la supercoupe d'Italie en 1988 et 1989.
  - Vainqueur de la coupe des vainqueurs de coupe en 1990.
  - Finaliste de la coupe des vainqueurs de coupe en 1989.
  - Finaliste de la ligue des champions en 1992.
  - Finaliste de la supercoupe d'Europe en 1990.

- SPAL Ferrare
  - Champion de Série C2 en 1998.